# Cyerce graeca
Cyerce graeca is een slakkensoort uit de familie van de Hermaeidae. De wetenschappelijke naam van de soort is voor het eerst geldig gepubliceerd in 1988 door Thompson T..